# USS LST-721
O USS LST-721 foi um navio de guerra norte-americano da classe LST que operou durante a Segunda Guerra Mundial.